# Лагуна, Ана
Ана Лагуна (исп. Ana Laguna, 16 мая 1954, Сарагоса) — шведская танцовщица испанского происхождения, жена и муза балетмейстера Матса Эка.

## Биография
В 1974 году была принята в труппу «Кульберг-балет», где танцевала до 1993 года. Известна прежде всего ролями в постановках хореографа Матса Эка («Жизель», «Кармен», «Лебединое озеро», «Дом Бернарды Альбы»). Также танцевала в балетах Иржи Килиана, Начо Дуато, Мориса Бежара, Уильяма Форсайта, Алексея Ратманского. Танцевала с Рудольфом Нуриевым в балете «Фрёкен Юлия» (1981, хореография Биргит Кульберг по драме Стриндберга). Неоднократно выступала с Михаилом Барышниковым (Три соло и дуэт).
Ана Лагуна и Матс Эк попрощались со сценой в 2016 году, дав последние выступления 6 и 10 января в Париже, в Театре Елисейских Полей и исполнив She was Black (1994), «Соло для двоих» (1996) и Hache (2016) вместе с танцовщиками Иваном Аузели, Оскаром Соломонсоном и Дороти Делаби.

## Фильмография
- 1982 — «Жизель»* (Жизель, граф Альберт — Люк Боуи)
- 1990 — «Лебединое озеро»* (Королева лебедей, Принц — Иван Аузели)
- 1994 — «Кармен»* (Кармен, Дон Хозе — Марк Хван, Эскамильо — Иван Аузели)
- 2012 — «Старуха и дверь»* (партнёр — Иван Аузели)
- 2012 — «Место» (режиссёр — Йонас Акерлунд (Jonas Åkerlund), партнёр — Михаил Барышников)

(*) Хореограф и режиссёр — Матс Эк

## Признание
Лауреат многих премий, включая Premio Nacional de Danza (Испания, 1990), «Эмми» (1995), «Бенуа, Москва — Мясин, Позитано» (Большой театр, 2015). Почётный доктор г. Сарагоса, почётный профессор Министерства культуры Швеции.

### Видео
- Фрагмент балета «Жизель» на YouTube
- Фрагмент балета Кармен, видео